# Estação Obelya

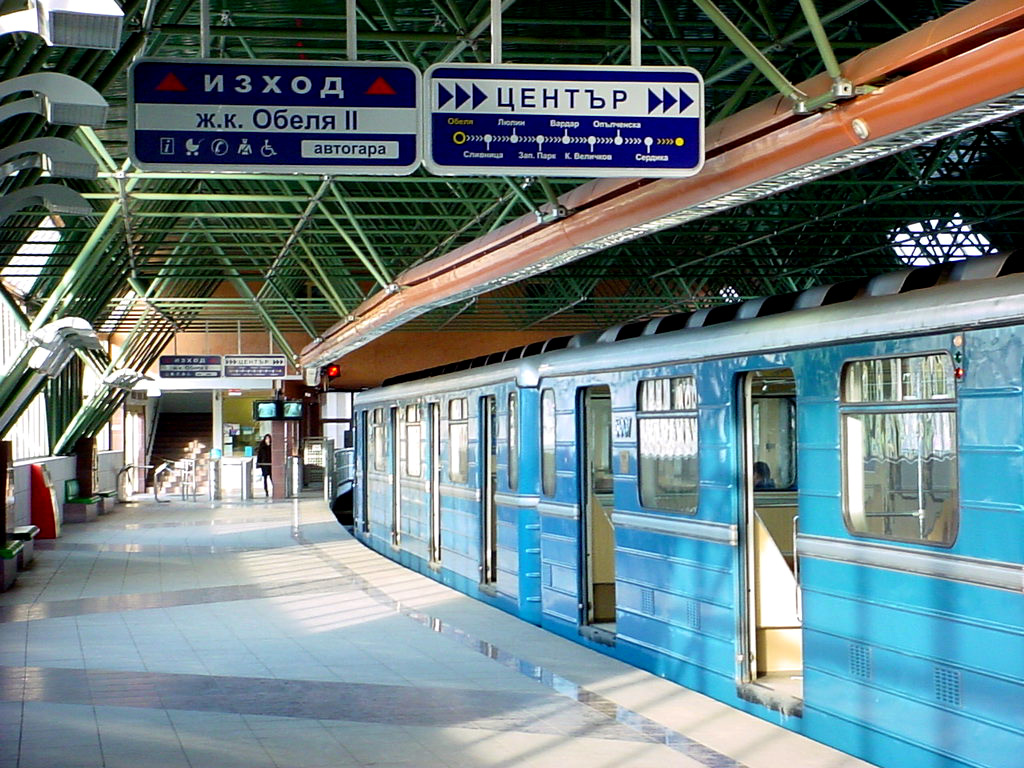
Interna da Estação Obelya do Metropolitano de Sófia.

A Estação Metroviária Obelya é uma estação da linha principal do Metropolitano de Sófia, na Bulgária. A estação, que entrou em operação em 20 de abril de 2003, é a primeira da linha principal no sentido da Estação Mladost 1, sendo sucedida pela Estação Slivnitsa.